# Okamejei heemstrai
Okamejei heemstrai és una espècie de peix de la família dels raids i de l'ordre dels raïformes.

## Morfologia
- Els mascles poden assolir 51,5 cm de longitud total.[4]

## Reproducció
És ovípar i les femelles ponen càpsules d'ous, les quals presenten com unes banyes a la closca.

## Hàbitat
És un peix marí i d'aigües profundes que viu entre 260-500 m de fondària.

## Distribució geogràfica
Es troba a l'oceà Índic occidental: des de Kenya i Tanzània fins al sud de Moçambic.

## Observacions
És inofensiu per als humans.